# Liste der Naturdenkmale in Hann. Münden
Die Liste der Naturdenkmale in Hann. Münden nennt die Naturdenkmale in Hann. Münden im Landkreis Göttingen in Niedersachsen.

## Naturdenkmale
| Bild            | Bezeichnung         | Ort, Lage                                        | Beschreibung | Schutzzweck                                    | Nummer     |
| --------------- | ------------------- | ------------------------------------------------ | --- | ---------------------------------------------- | ---------- |
| Fotos hochladen | Dorflinde Bonaforth | Bonaforth (51° 24′ 4,2″ N, 9° 37′ 42,1″ O)       | Ca. 100-jährige, ortsbildprägende Winterlinde am östlichen Ortsrand von Bonaforth. | Besonderheit, Eigenart und Schönheit           | NDGÖ190101 |
| Fotos hochladen | Traubeneiche        | Hemeln (51° 30′ 4″ N, 9° 36′ 26″ O)              | Das Ortsbild prägende Traubeneiche mit breit ausladender Krone. | Eigenart und Schönheit                         | NDGÖ190401 |
| Fotos hochladen | Schellenlinde       | Laubach (51° 23′ 54,7″ N, 9° 42′ 42,9″ O)        | Die sehr wuchtige Schellenlinde steht auf der Nordseite vor der Kirche. Der Name rührt von der am Stamm angebrachten Schelle her, mit der im Mittelalter Missetäter gefesselt wurden. | Eigenart, heimatkundliche Bedeutung            | NDGÖ190501 |
| Fotos hochladen | Linde am Bokumwege  | Lippoldshausen (51° 24′ 40,6″ N, 9° 44′ 26,9″ O) | freistehender Einzelbaum, der am 27. Januar 1896 anlässlich des 47. Geburtstages von Kaiser Wilhelm II. gepflanzt wurde.                                                              | Eigenart, Schönheit, heimatkundliche Bedeutung | NDGÖ190601 |
| BW              | Traubeneiche        | Hann. Münden (51° 23′ 58,9″ N, 9° 34′ 49,6″ O)   | Große prägende Eiche mit weit ausladender, tief herabhängender Krone. | Eigenart und Schönheit                         | NDGÖ190801 |
| Fotos hochladen | Eiche               | Hann. Münden (51° 23′ 58,9″ N, 9° 34′ 49,6″ O)   | Die Eiche steht in einer Grünanlage, dem Grünzug des Hermannshagener Tales. Im Traufbereich befinden sich Gehölzanpflanzungen und Rasenflächen.                                       | Besonderheit, Eigenart und Schönheit           | NDGÖ190802 |